# Salvadoràcies

Dobera glabra

Les salvadoràcies (Salvadoraceae) són una família de plantes angiospermes de l'ordre de les brassicals (Brassicales), dins del clade de les màlvides, un subclade de les ròsides. Conté una desena d'espècies, agrupades en tres gèneres. Inclou espècies natives d'Àfrica, inclòs Madagascar, el sud-est d'Àsia i Malèsia, sovint es troben en zones càlides i seques.

## Descripció
Són arbusts o arbres petits, en alguns casos amb estípules, de vegades espinosos. Les fulles són simples, de marge enter, habitualment coriàcies o gairebé suculentes i disposades de manera oposada. Les flors són petites i actinomorfes, poden ser hermafrodites o unisexuals, i en aquest darrer cas, les plantes poden ser monoiques o dioiques. Al periant, el calze pot ser campanulat o ovoide, amb sèpals connats (units) en nombre de 2 a 4, i la corol·la és campanulada i formada per 4 o 5 pètals. A l'androceu hi ha 4 o 5 estams amb anteres amb dues teques, disposats de manera alterna amb els pètals. Al gineceu l'ovari és súper, amb dos carpels, unilocular o bilocular, amb un o dos òvuls per lòcul i placentació basal. El fruit és una baia o una drupa, habitualment amb una única llavor.

## Taxonomia
Aquesta família va ser publicada per primer cop l'any 1836 a la segona edició de l'obra Natural System of Botany pel botànic anglès John Lindley (1799-1865).

## Etimologia
El nom de Salvadoraceae deriva del nom donat pel botànic francès Laurent Garcin (1683-1752) al gènere Salvadora en honor al naturalista català Joan Salvador i Boscà (1598-1681).

### Gèneres
Dins d'aquesta família es reconeixen els tres gèneres següents:
- Azima Lam.
- Dobera Juss.
- Salvadora Garcin ex L.

### Història taxonòmica
Als sistemes de classificació antics, com ara el Cronquist (1980), la família de les salvadoràcies era inclosa a l'ordre de les celastrals (Celastrales). En canvi, al complex Sistema Takhtadjan (1997) eren dins del seu propi ordre, el de les Salvadorales. En canvi, a la primera versió del sistema de classificació APG (1998) va ser ubicada dins de l'ordre de les brassicals on roman a l'actualitat.